# Canterbury (Provinz)

Canterbury Province 1853–1868

Canterbury Province 1868–1876

Die Provinz Canterbury war eine von sechs Provinzen, die 1853 auf Grundlage des zweiten New Zealand Constitution Act als eine eigenständige Verwaltungseinheit in der ehemaligen britischen Kolonie Neuseeland eingerichtet wurde.

## Geographie
Die Provinz Canterbury befand sich im mittleren Drittel der Südinsel von Neuseeland. Die nördliche Grenze wurde mit dem Hurunui River, angefangen von seiner Mündung in den Pazifischen Ozean bis zu seiner Quelle in den Crawford Range festgelegt, dann weiter, wo der Kotu-urakaoka (Arnold River) als Abfluss des Lake Brunner entsteht und rund 20 km weiter nordnordwestlich in den Grey River mündet und dann folgend bis zu seiner Mündung in die Tasmansee. Die südliche Grenze der Provinz wurde durch die beiden Flüsse Awarua River im Westen und Waitangi River im Osten, letzterer heute unter dem Namen Waitaki River bekannt, definiert und eine geraden Linie zwischen den beiden Quellen der Flüsse als Grenze gezogen. Die westliche Grenze wurde durch die Küstenlinie zur Tasmansee gebildet und die östliche Grenze durch die Küstenlinie zum Pazifischen Ozean.

## Geschichte
Am 30. Juni 1952 wurde im britischen Parlament das Gesetz „Act to Grant a Representative Constitution to the Colony of New Zealand“ verabschiedet, das in Neuseeland unter New Zealand Constitution Act 1852 bekannt ist. In dem Gesetz wurde die verwaltungstechnische Neuaufteilung der Kolonie Neuseeland in sechs Provinzen geregelt. Die Grenzen der Distrikte sollten per Proklamation durch den Gouverneur Neuseelands festgelegt werden. Das Gesetz legte ferner fest, dass jede Provinz einen Provincial Council (Provinzrat) mit mindestens neun Mitgliedern und einen Superintendent (Leiter, Vorsteher) haben sollte.
Der damalige Gouverneur George Edward Grey proklamierte die gesetzlichen Änderungen am 17. Januar 1853 und mit der öffentlichen Bekanntmachung vom 28. Februar 1853 bekamen die Provinzen Auckland, New Plymouth und Wellington auf der Nordinsel und Nelson, Canterbury und Otago auf der Südinsel, mit den vom Gouverneur proklamierten Grenzen Rechtskraft. Am 5. März 1853 wurden die ersten Wahlen zum Provincial Council abgehalten und von da an alle vier Jahre wiederholt. Zum ersten Superintendenten der Provinz Canterbury wurde der Kolonialist und Politiker James FitzGerald bestimmt. Er hatte die Position bis 1857 inne.
Die südliche Grenze der Provinz Canterbury war lange Zeit zwischen der Provinz Otago und Canterbury strittig, da der obere Lauf des Waitangi River (Waitaki River) zum Zeitpunkt der Proklamation durch den Gouverneur Grey unbekannt war. Nach dreijährigen Verhandlungen wurde die Grenze schließlich entlang des Ōhau River bis zum Lake Ōhau und von dort aus bis zum Mount Aspiring festgelegt. 1868 wurde, nach drei schwierigen Jahren der Zusammenarbeit, der westliche Teil als County of Westland von der Provinz Canterbury abgespalten. Die Grenze zwischen den beiden Verwaltungseinheiten bildete der Gebirgskamm der Neuseeländischen Alpen. Vom 1. Januar 1868 wurde des County dann komplett selbstständig und wurde Westland Province.
Am 12. Oktober 1875 beschloss das britische Parlament mit dem Abolition of Provinces Act (Gesetz für die Abschaffung der Provinzen) das Ende der Verwaltung Neuseeland über Provinzen. Am 1. November 1876 bekam das Gesetz Gesetzeskraft. Abgelöst wurde das Provinz-System durch ein Verwaltungssystem über Boroughs (Gemeinden) und Counties (Landkreise).